# Bella Vista (Corrientes)

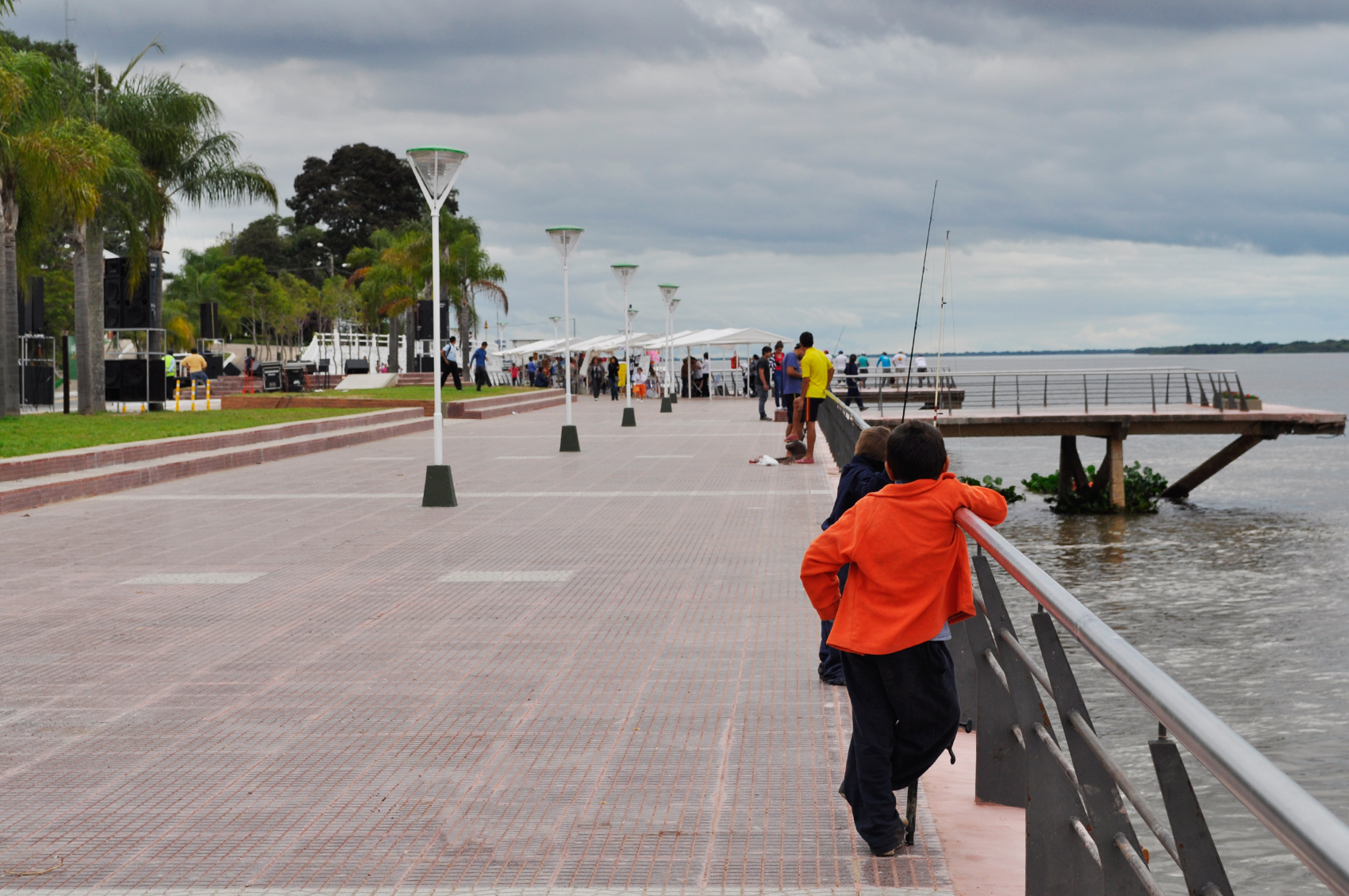
Vista de la costanera de la ciudad de Bella Vista.

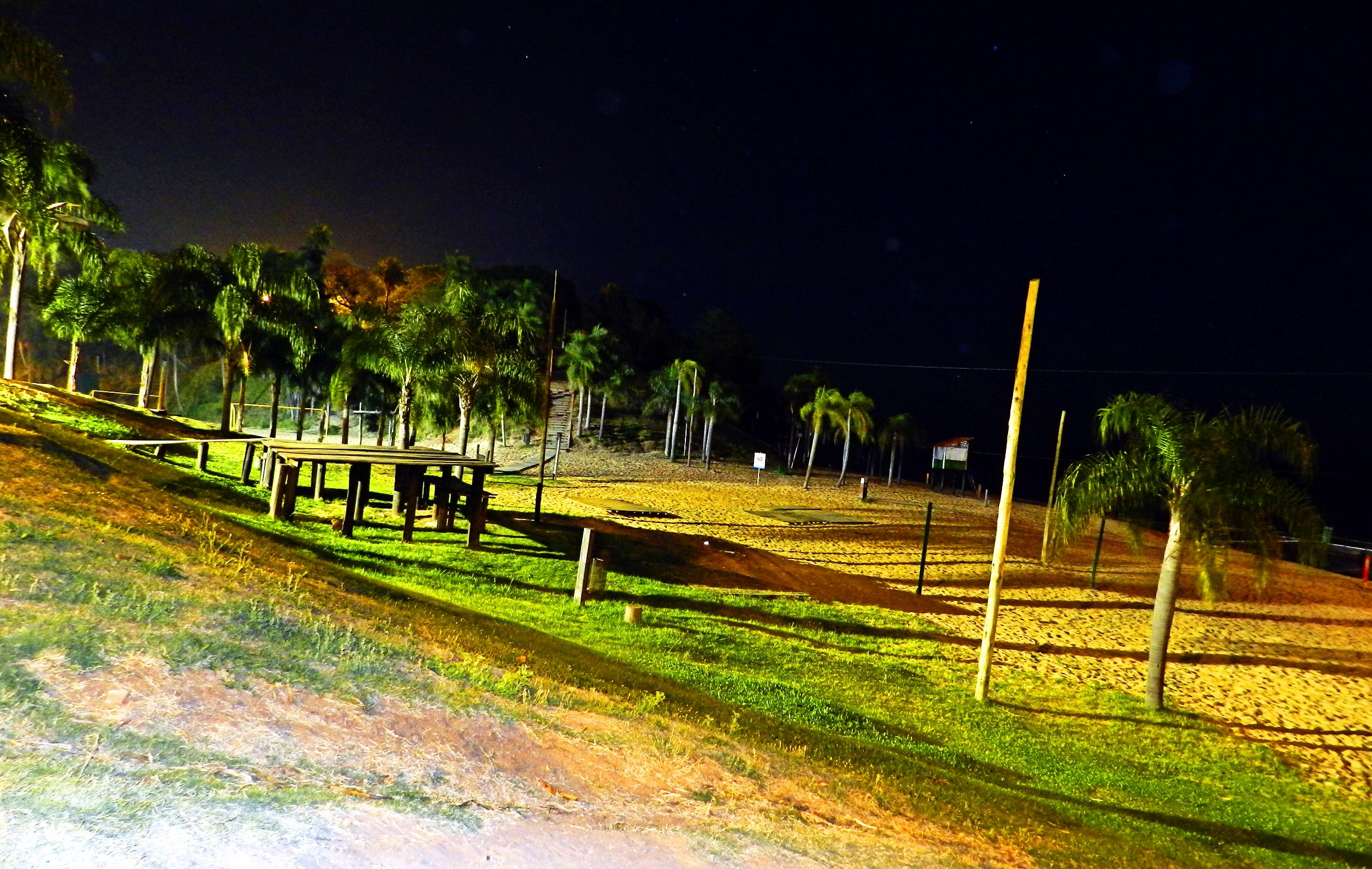
Panorama nocturno de la playa de la ciudad de Bella Vista.

Bella Vista es una ciudad argentina, ubicada al oeste de la provincia de Corrientes, cabecera del departamento homónimo. Se encuentra a orillas del río Paraná. El municipio comprende las islas Toropi y Carayá en el río Paraná. Se encuentra a 144 kilómetros de la Ciudad de Corrientes.

## Ubicación y vías de acceso
Bella Vista limita al sur con Santa Lucía, al este con San Roque, al norte con Municipio 3 de Abril y Saladas, y al oeste con Villa Ocampo, provincia de Santa Fe, separada por el río Paraná. 
La ruta provincial 27 la comunica con el resto de la provincia, extendiéndose desde el norte a partir del empalme la Ruta Nacional 12 en un cruce de rutas conocido como "Cuatro Bocas". En el extremo sur, la RP 27 finaliza en el cruce con la RN 12, en la localidad de Goya.

## Infraestructura
Bella Vista cuenta con servicio de hotelería, y guías de pesca. Posee una Terminal de Ómnibus de Larga Distancia. Se suma además, lugares de entretenimiento para todas las edades, como casino, museo, entre otras actividades.
Su costanera es un lugar de reunión, con accesos enteramente asfaltados. También posee una playa de acceso público y gratuito, a la vera del Río Paraná.
El parque Cruz de los Milagros se encuentra en la confluencia de la playa y el casco de la ciudad, y cuenta con campin y todos los servicios. Ofrece una vista privilegiada en el punto más alto de la ciudad, a través de sus barrancas de 30 metros de altura, hacia el río Paraná.

## Historia
Los antecedentes históricos se pueden vislumbrar a partir del año 1774. Por aquel entonces, el sitio era denominado "San Fernando de Garzas", y permanecía poblado por aborígenes provenientes del Gran Chaco, promoviendo emplazamientos militares de la provincia para proteger el lugar.
Años posteriores, se comenzó a nombrarla como "La Crucecita", y era utilizado mayormente para amarrar barcos durante las noches, cuando navegar por el Río Paraná se hacía dificultoso.
La fecha oficial de fundación de la ciudad, es el 3 de junio de 1825 por el Brigadier Pedro Ferré, en aquél entonces Gobernador de Corrientes. En 1825, Ferré ordenó la mensura del lugar y emitió una ley de fundación. Al con hallarse nunca el acta fundacional, el historiador Federico Palma propone la fecha aceptada hasta la actualidad, ya que ese día se comunicó al Congreso de la provincia la terminación de mensura.

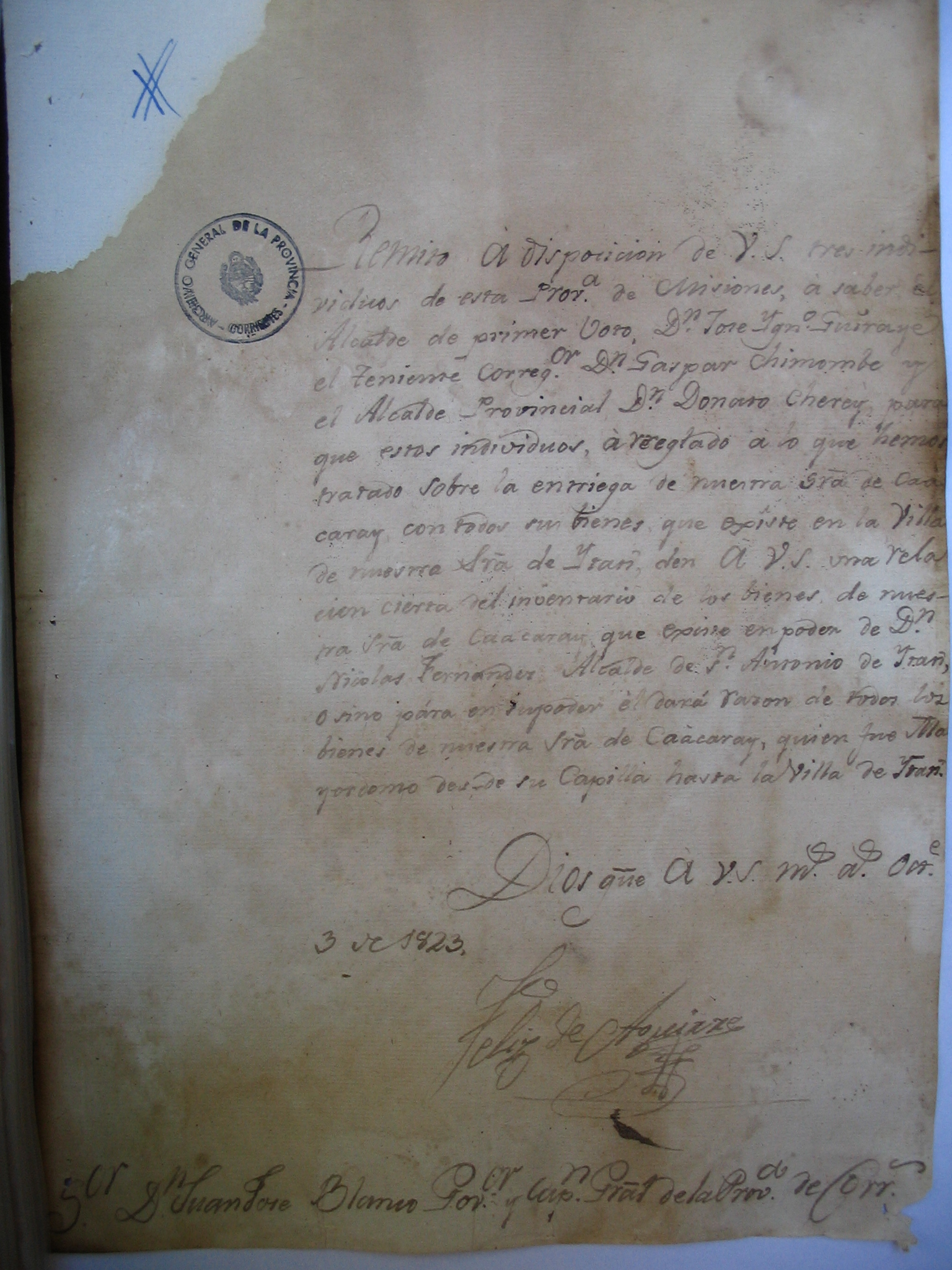
Traslado de la virgen de Caa Carai a Itati en 1823

Las condiciones naturales del puerto posibilitaron el atraque de buques de gran calado. Además, contó con una política de fomento en relación con impuestos aduaneros. En 1827 se habilitó el templo bajo la advocación de Nuestra Señora del Carmen, cuya imagen era la Virgen de Caá Caraí. La Ley de Inmigrantes de 1830 generó un gran impulso expansivo a partir de la radicación de extranjeros y de una economía agrícola diversificada.
Numerosas guerras civiles, y la invasión de las fuerzas paraguayas de 1865, son algunos de los hechos que marcaron la historia de la ciudad de Bella Vista.

## Parajes y colonias
- Paraje Desmochado
- Colonia Progreso
- Lomas Sur
- Lomas Este
- Lomas Norte
- Raíces Norte
- Isla Alta
- Paraje Muchas Islas

## Población
Según datos del INDEC, la población es de 29.071 habitantes. teniendo en cuenta el censo del año 2010 y de los cuales 248 de éstos, son nacidos en el extranjero. Por lo tanto el incremento de habitantes en comparación con el censo anterior (2001) fue del 14,5%.
| Gráfica de evolución demográfica de Bella Vista entre 1991 y 2010 |
|                                                                   |
| Fuente: censos nacionales del INDEC                               |

## Economía
Bella Vista basa su economía, a industrias vinculadas al procesamiento y comercialización de producción primaria. Actividades relacionadas con fábricas de jugos concentrados y perfumes, empaques de frutas, secaderos de arroz, aserraderos, fábricas de dulces artesanales, industrias procesadoras de frutas son fundamentales en el abastecimiento a nivel nacional.
La sede local de la fábrica textil Alpargatas Argentina es referente en la localidad.
Cultivos destacados con hortalizas (principalmente tomate y morrón), cítricos (naranja, mandarina, limón y pomelo), maíz y arroz. Se suman diversos emprendimientos en Agroecología.

## Cultura

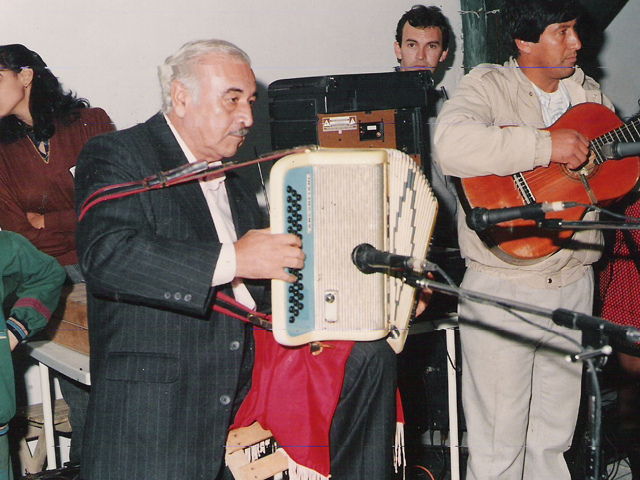
Rubén Miño, músico bellavistense.

La provincia de Corrientes es la cuna del Chamamé, y Bella Vista hizo sus aportes de artistas destacados del movimiento, entre los cuales podemos nombrar a: Ruvén Miño, Ricardo Scófano, Raúl Noguera, Aldo Rinesi, Rogelio Almirón, Los Hermanos Ortiz, Grupo Nuevo Tiempo, Los Hitos entre otros.
En cuanto a expresiones musicales variadas, destacan algunos grupos de proyección provincial e incluso, nacional: Kalacawas y La Happy Hour.
Existen también referentes en Literatura y Pintura.

## Turismo
Con un clima subtropical húmedo y veranos cálidos, Bella Vista ofrece una plena temporada veraniega en sus playas.
Bella Vista cuenta con uno de los yacimientos paleontológicos más destacados de la provincia: El Toropí.  Localizado a 10 kilómetros al sur de la ciudad, se llega a él por medio de la RP 27 y un acceso de calle de tierra. 

### Fiestas y eventos
- Fiesta Nacional de la Naranja: Se realiza en el mes de noviembre. Fue declarada Fiesta Nacional en el año 2002. En sus orígenes se celebraban las cosechas de naranjas y buena producción del año, con cantos populares y concursos de embaladores de frutas. Años después se comenzó a elegir la Reina de la Naranja anual y pasó de ser un festival de pueblo a una Fiesta provincial. Actualmente, la organización está a cargo del Estado municipal.

- Carnavales: Se realizan durante los meses de enero y febrero, en el Corsódromo municipal. Se pueden apreciar influencias brasileñas en los trajes y el candombe uruguayo en sus ritmos. Las comparsas participantes son: Anahí, Sapucay, Alelí, Emperatriz y Azahar.

- Fiesta de la Pesca Variada Embarcada con Devolución: Se trata de un torneo de pesca variada con devolución durante un fin de semana del mes de noviembre. Participan embarcaciones con equipos provenientes de todo el país y países limítrofes. Cuenta con una exposición náutica, artículos de pesca, artesanías y gastronomía. Espectáculos en vivo por las noches con artistas locales y nacionales de varios géneros musicales, destacándose entre ellos el chamamé. El sábado por la noche se elige una reina y dos princesas entre una decena de postulantes para representar a la fiesta en otros eventos durante todo el año. El día domingo por la mañana se realiza la largada de lanchas hasta la tarde. Al regresar, se escrutan los puntajes para determinar los equipos ganadores. Durante la cena de cierre por la noche se realiza la entrega de premios a los ganadores y sorteos entre todos los pescadores.

## Parroquias de la Iglesia católica en Bella Vista
| Arquidiócesis | Corrientes                                                   |
| ------------- | ------------------------------------------------------------ |
| Parroquias    | Nuestra Señora del Carmen, San José Obrero,María Auxiliadora |

En la religión católica, su representación corresponde a la Virgen Nuestra Señora del Carmen donde cada año se realiza su fiesta patronal.